# يانغ لين
يانغ لين (بالصينية: 杨林) (مواليد 14 مارس 1981 في داليان) لاعب كرة قدم صيني دولي يجيد اللعب في خط الهجوم . يلعب حاليا لصالح نادي داليان أيربين الصيني منذ 2010 .

## روابط خارجية
- يانغ لين على موقع قاعدة بيانات كرة القدم.إي يو (الإنجليزية)
- يانغ لين على موقع ناشيونال فوتبول تيمز (الإنجليزية)
- يانغ لين على موقع Soccerway.com (الإنجليزية)
- يانغ لين على موقع اللجنة الأولمبية الصينية (الإنجليزية)